# Ketxarís
Ketxarís (en armeni: Կեչառիս), és un monestir armeni situat a Tsaghkadzor, al Kotaik, a Armènia. Aquest important centre educatiu medieval, el van construir entre els segles XI i XIII algunes famílies de la noblesa armènia. El conjunt consta de tres esglésies, una de les quals té un nàrtex, dues capelles, i es completa amb una quarta església una mica separada. La renovació se'n completà l'any 2001.

## Situació geogràfica
Ketxarís es va construir en un lloc relativament pla (uns 2 m de pendent) i rectangular. Es troba en una vall boscosa de la conca del Hrazdan, als vessants orientals de la muntanya Teghenis, al Caucas Menor i al nord-est de l'altiplà armeni, a una altitud de 1.850 m.
El monestir es troba al nord-oest de la ciutat de Tsakhkadzor (el nom antic de la qual ha conservat en Kotaik, a Armènia central), a prop de la carretera que duu al conjunt olímpic. La capital armènia, Erevan, se'n troba a uns seixanta quilòmetres al sud-est.
Històricament, Kecharis es troba al cantó de Varajnuní de la província d'Airarat, una de les quinze províncies de l'Armènia històrica segons el geògraf armeni del segle VII Ananies de Xirak.

## Història

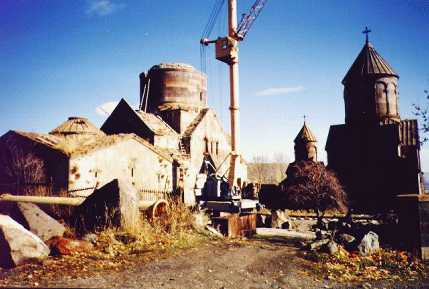
El monestir entre dues fases de restauració, l'any 1995

Possessió dels Bagratunís, l'àrea fou cedida al segle X a la família noble de Pahlavuni, un dels membres de la qual, Grégoire Magistros, fill del senyor de Bdjini, fundà al segle XI el monestir i va construir Sourp Grigor i Sourp Nshan. Les invasions seljúcides truncaren el desenvolupament del monestir fins al seu alliberament sota Zakare Zacàrides el 1196; aquest n'ordenà la construcció del gavit (nàrtex) abans d'oferir Ketxarís a Vasaces Kaghbakian Prochian. A començament del segle XIII també va construir Katoghike aquest últim, i Sourp Haroutioun. Durant aquest període, el monestir fou un dels principals centres medievals d'aprenentatge, abans de ser greument danyat el 1236 pels mongols.
Ketxarís va ser restaurat el 1248 pel príncep de Khatchen Hasan-Jalal-Dawla i va recuperar el seu estatus, sobretot amb l'abat i poeta Khatxatur Ketxaretsí ("de Ketxarís"), de la família Prochian. Saquejat durant les invasions timúrides de finals del segle XIV, el monestir es manté en el seu estat actual, malgrat un scriptorium actiu durant els segles XVI i XVII, fins al seu total abandonament al XIX, especialment després del terratrèmol del 1828. Un segon terratrèmol va afectar la zona el 1927.
Durant l'època soviètica, el monestir fou restaurat en diverses fases: 1937 - 1958, i després a la dècada dels 1980. Aquesta darrera fase no es va concloure per falta de recursos i només s'acabà entre el 1998 i el 2001, gràcies als fons proporcionats pel mecenes Vladimir Haroutyunyan. Hui és una residència de la Diòcesi de Kotayk, de l'Església Apostòlica armènia.

## Edificis
El conjunt es distingeix d'altres monestirs armenis perquè el gavit (nàrtex), les tres esglésies i les dues capelles que el componen estan alineats en angle recte (nord i est), amb Sourp Grigor, que n'és al centre.

### Sourp Grigori el seugavit
L'església principal Sourp Grigor ('Sant Gregori') la va erigir a principis del segle XI (1003 o 1033 segons les fonts) Gregori Magistros. Es tracta d'una sala tradicional amb cúpula completada a l'est per dues sales cantoneres de dos pisos, separades de l'absis per nínxols dièdrics connectats per una triple arcada. La decoració exterior n'és discreta: sis arcs adornen el tambor circular coronat per una cúpula cònica. L'entrada de ponent té un timpà que representa una deisi envoltada d'àngels, del segle XIII.

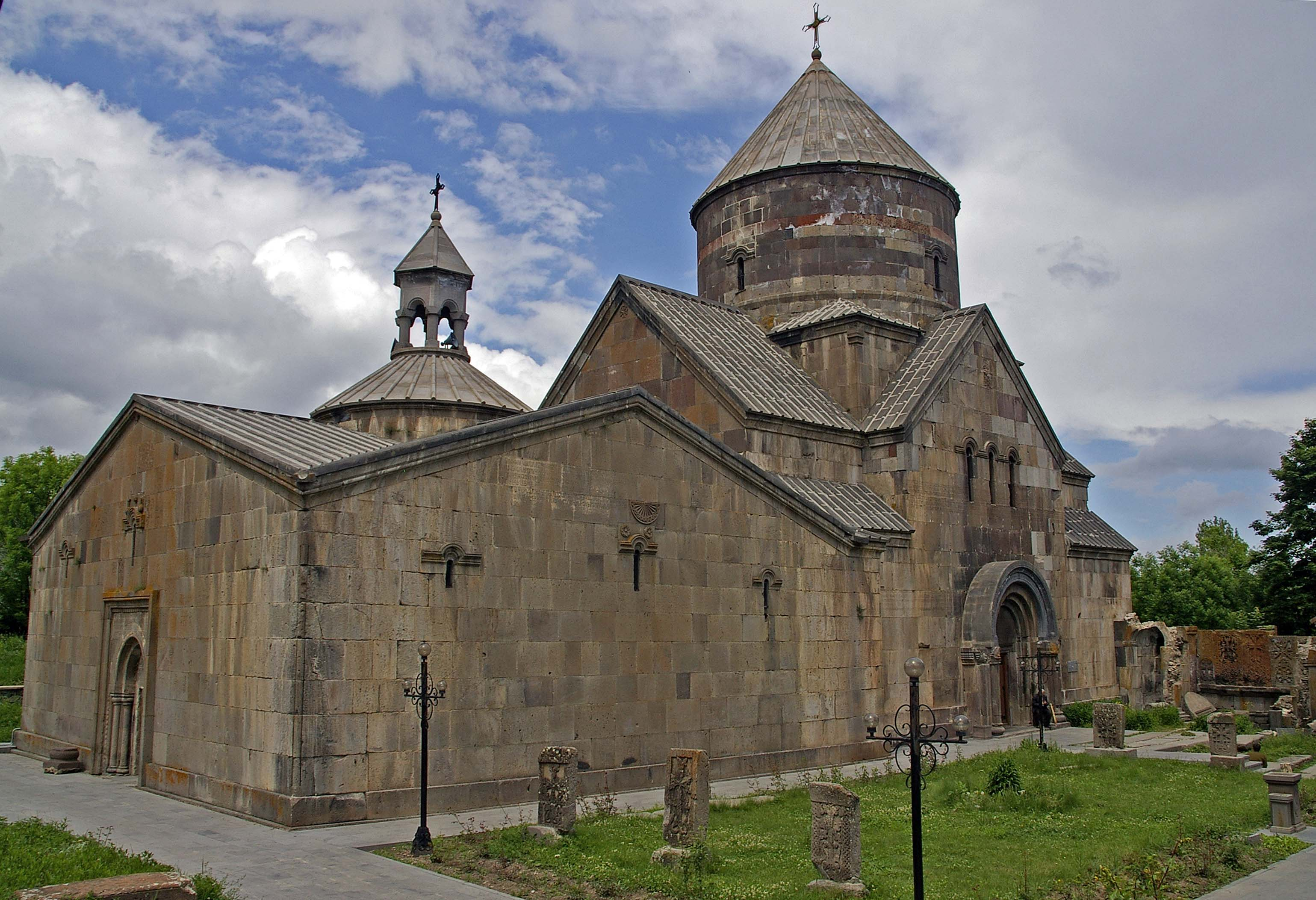
Gavit (esquerra) i Sourp Grigor (dreta) des del sud-oest
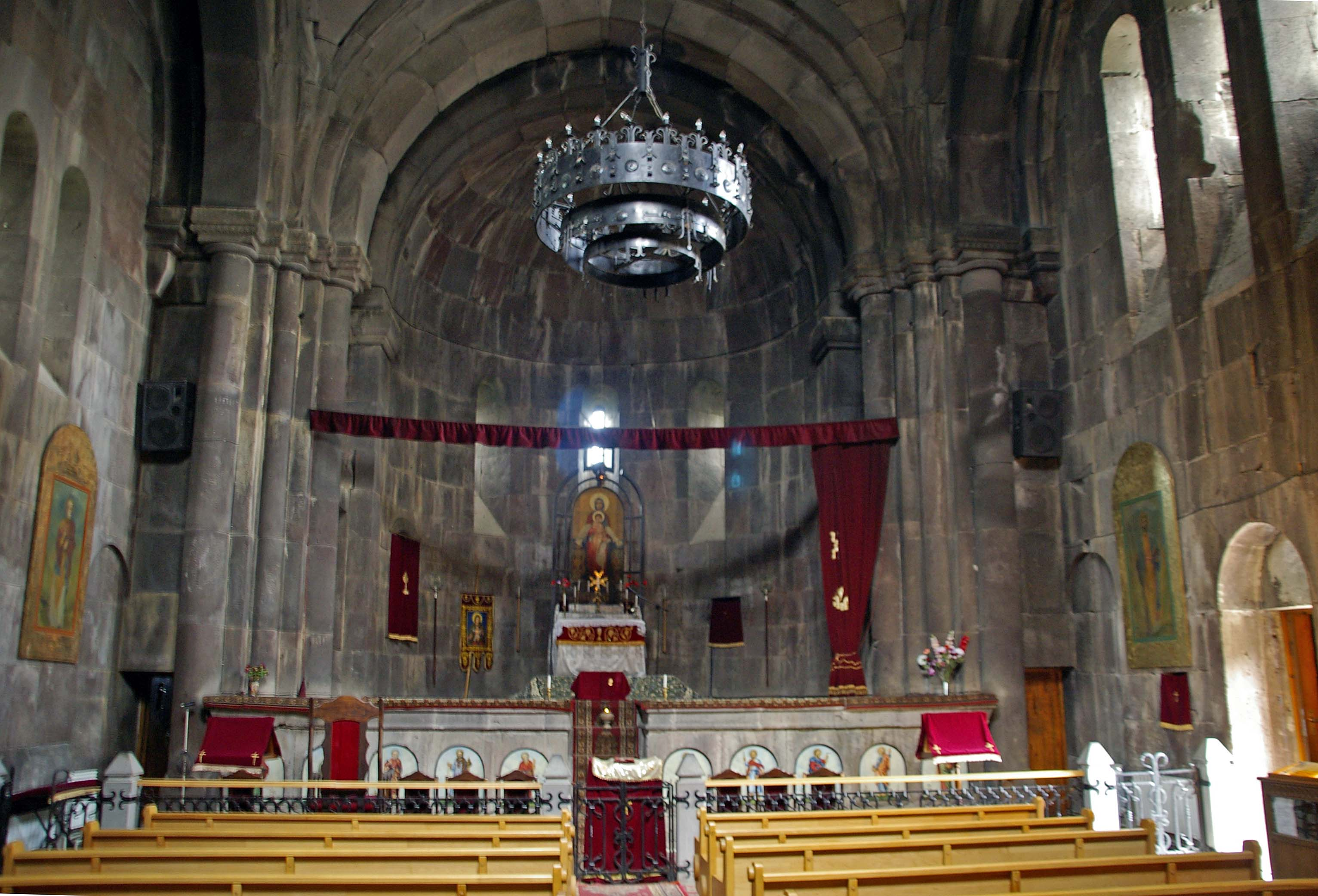
Altar de Sourp Grigor
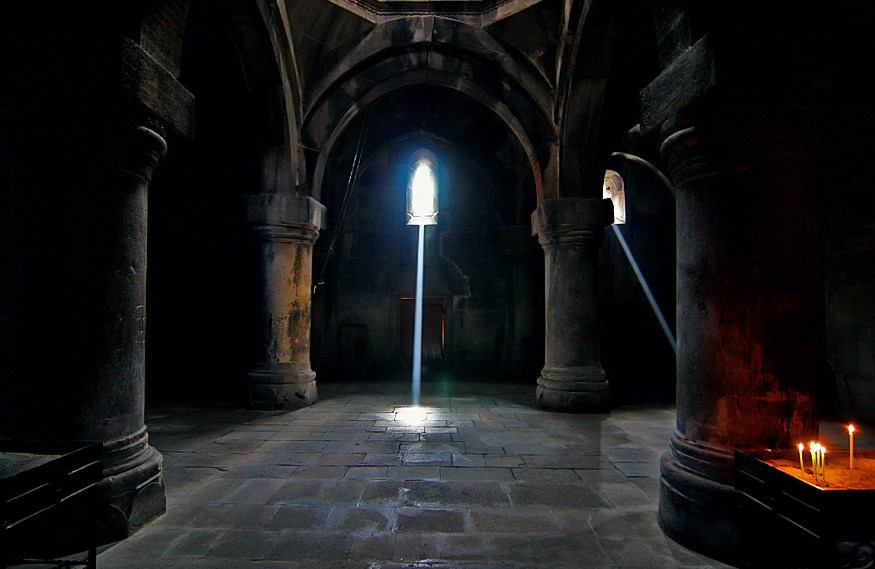
Interior del gavit
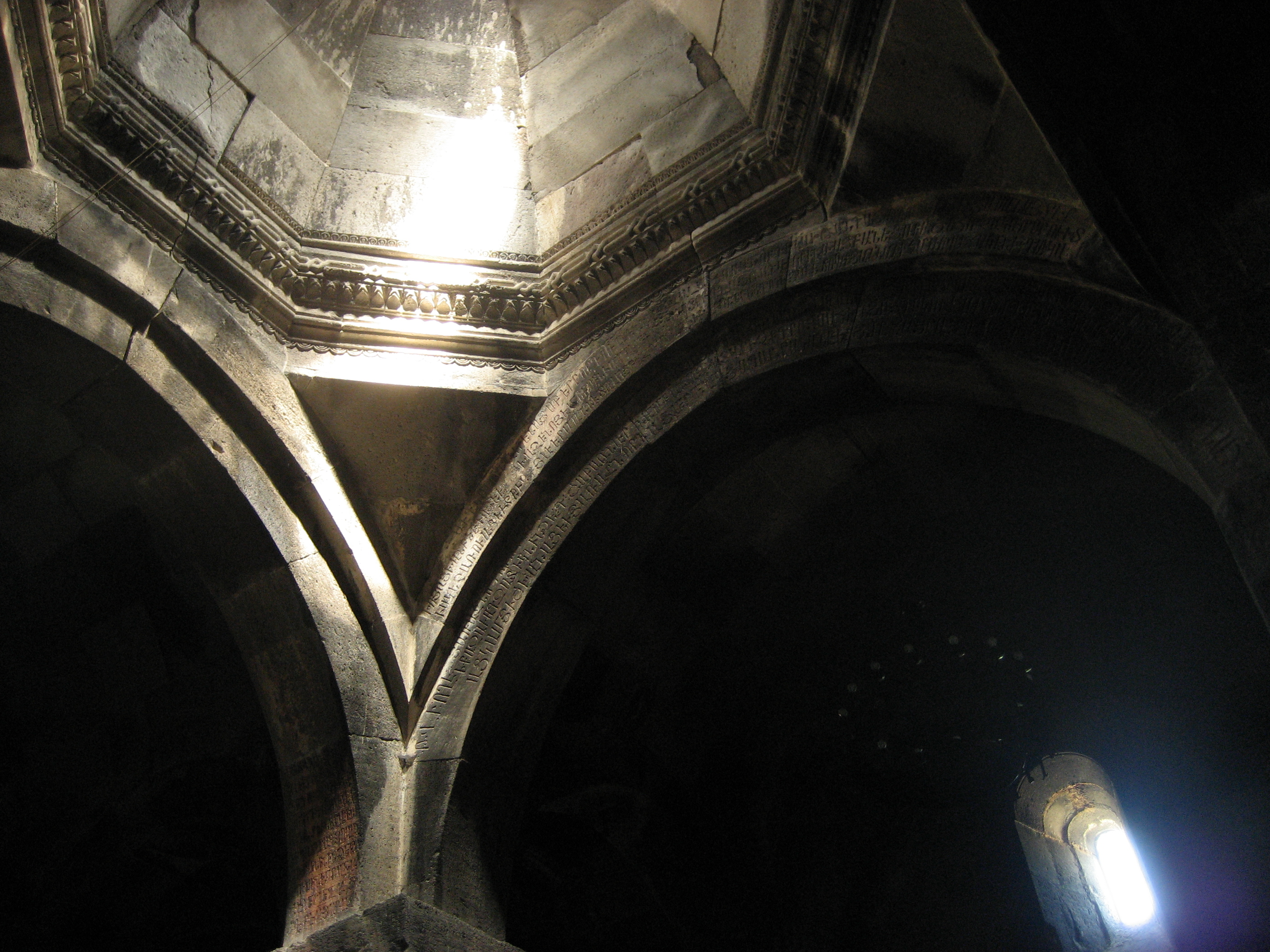
Cúpula del gavit

Aquest timpà comunica amb el gavit (nàrtex) del 1200-1206. Aquest edifici quadrat té vuit mitges columnes i quatre pilars que sostenen una cúpula truncada, amb una base octogonal. L'exterior se'n distingeix per la presència de rosasses i gerros, pels arcs de les finestres, pel portal arquejat amb columnes i pel fris cisellat de la cúpula.

### Sourp Nshan
Directament al sud de Sourp Grigor, amb el qual està connectat per dues petites capelles (la més propera de les quals és la capella funerària de Gregory Magistros), hi ha Sourp Nshan ('Senyal Sagrat'), del 1051. És una nau amb cúpula. Està coronat per un tambor circular decorat amb sis arcs i perforat amb dos òculs. 

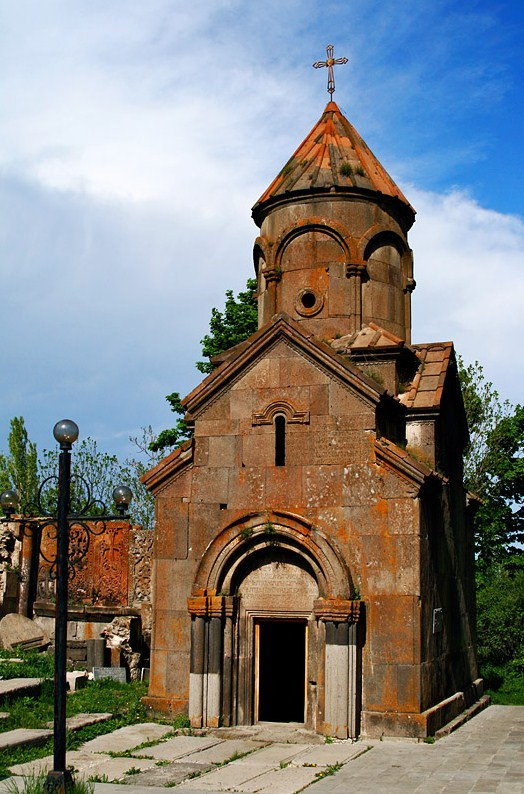
Façana occidental de Sourp Nshan
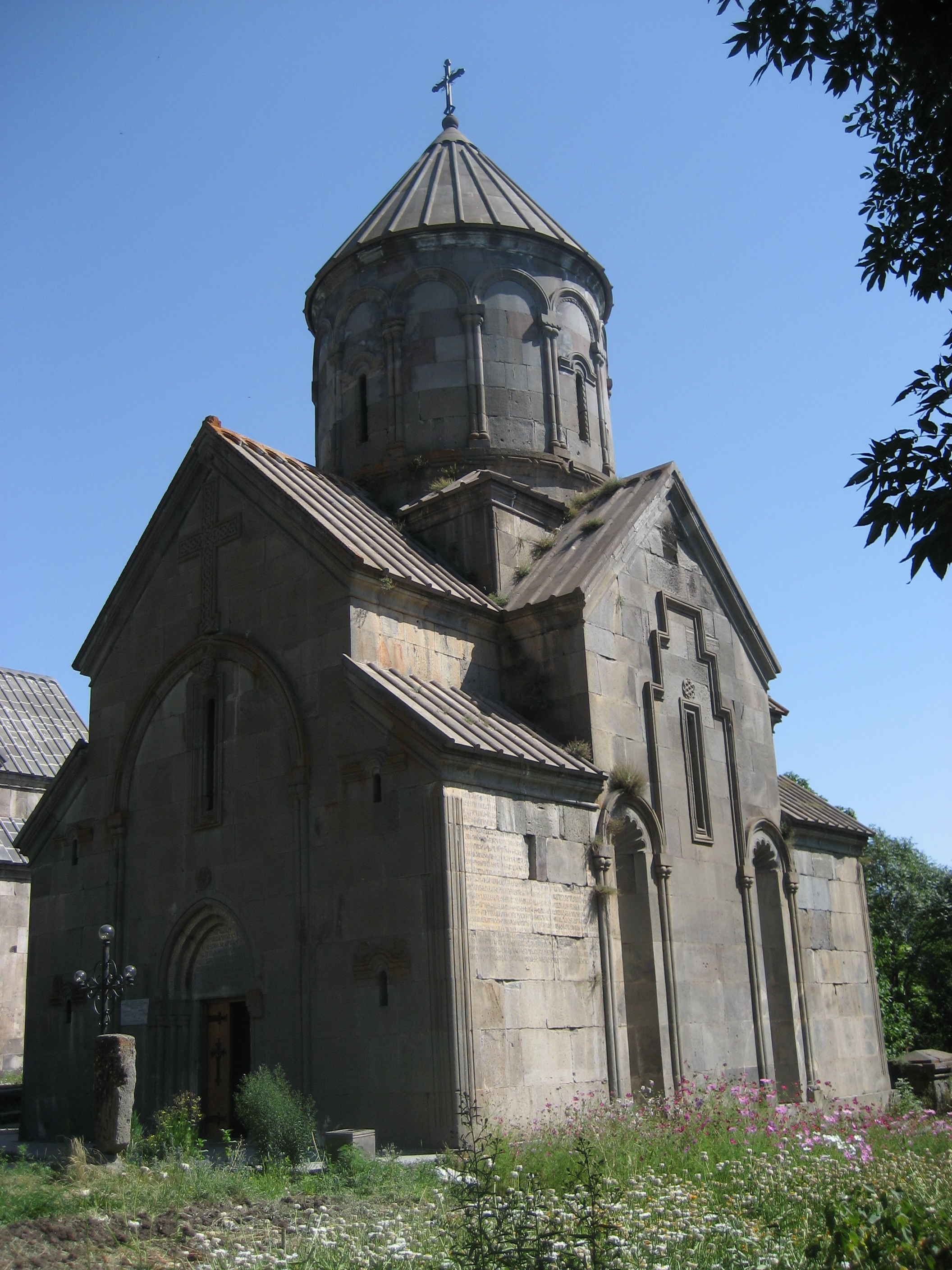
Katoghike del sud-oest
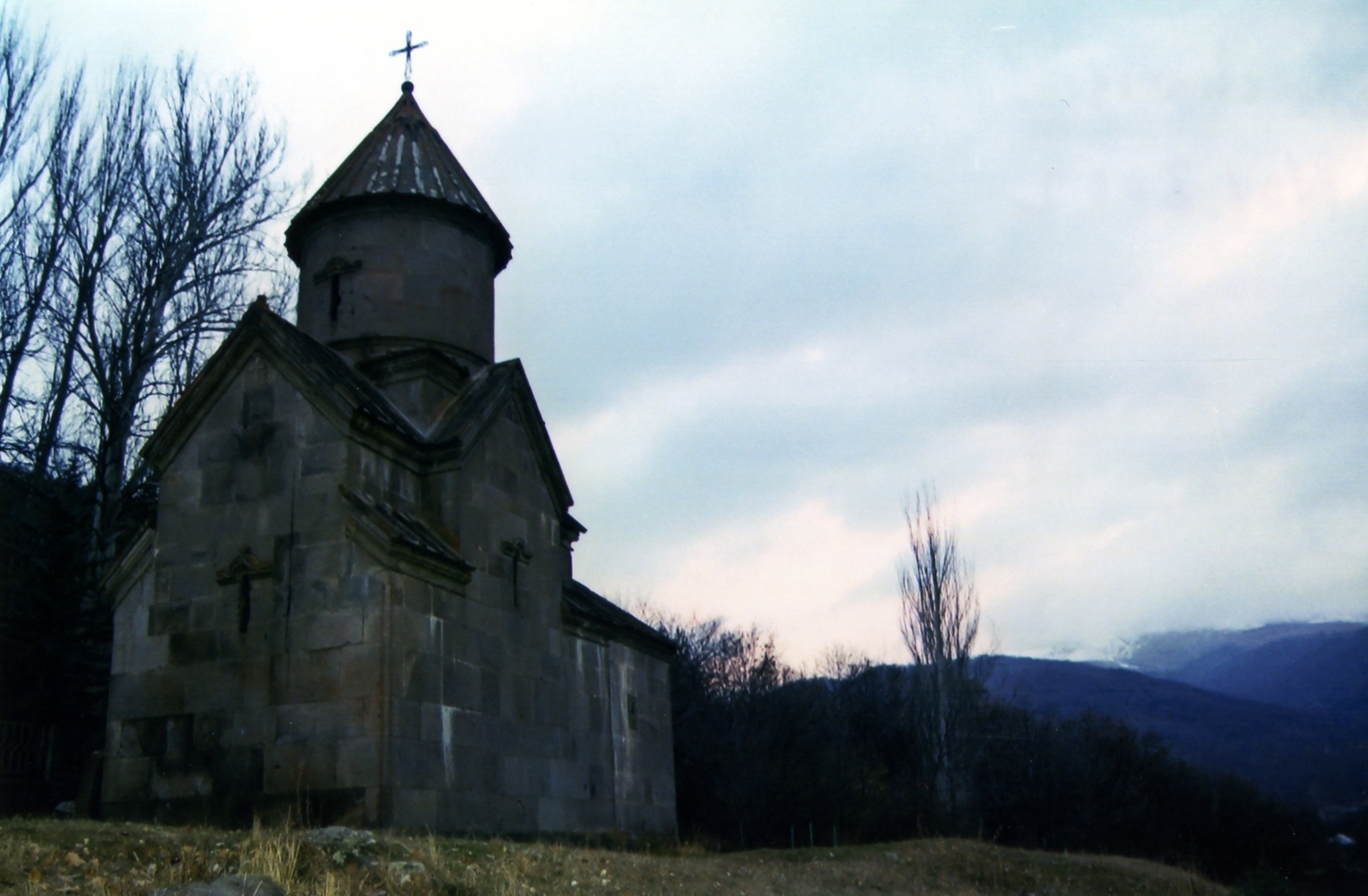
Sourp Haroutioun i el seu gavit des del nord-est
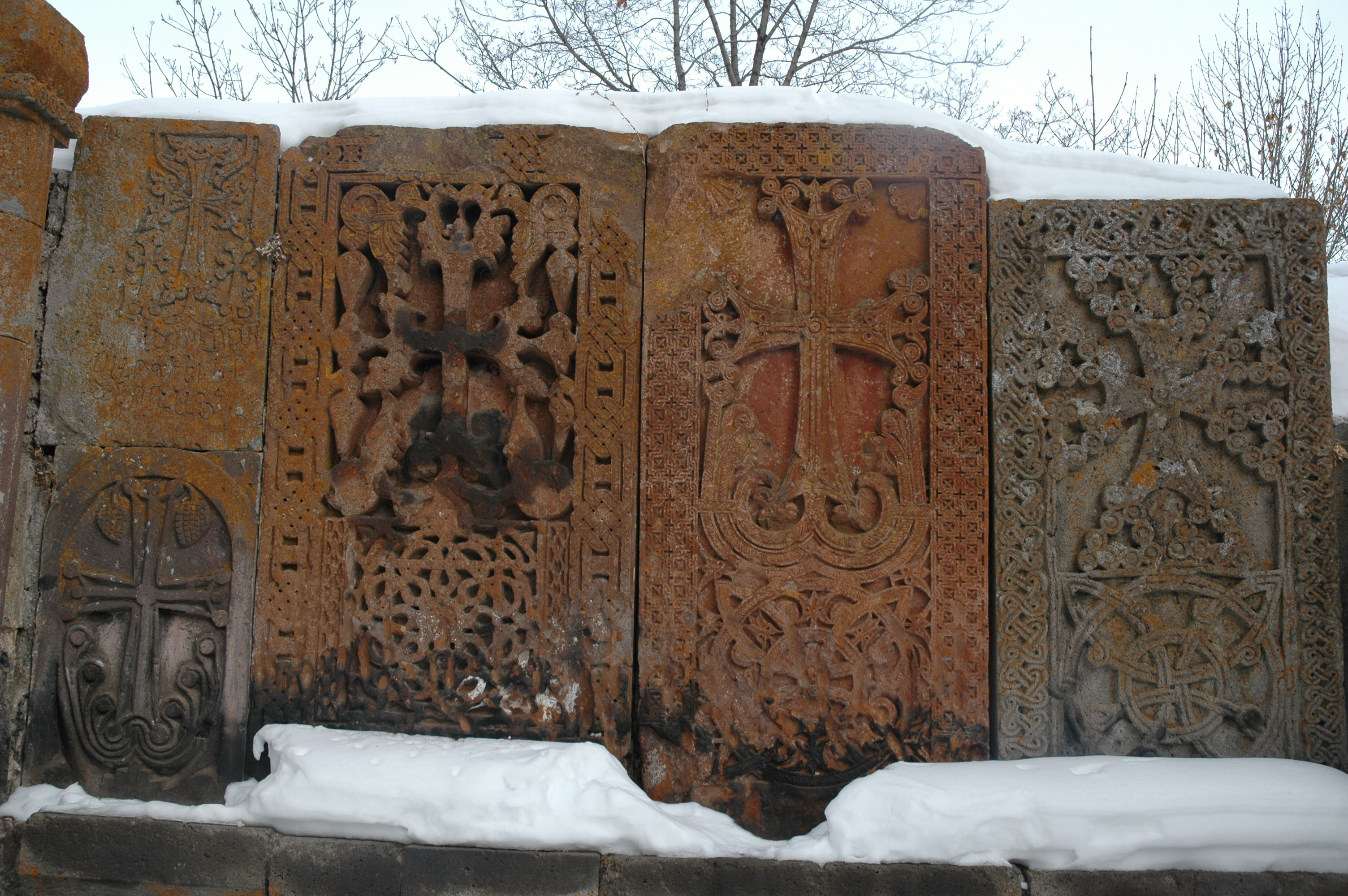
Khatxkar

### Katoghike
Al sud de Sourp Nshan, el Katoghike ('catedral') es va acabar el 1214 i es va dissenyar sobre un pla d'una creu inscrita amb cúpula, amb quatre capelles cantoneres de dos pisos. L'edifici té una rica decoració: una gran creu a la façana oest, nínxols de petxines a les façanes sud i est i escales. El tambor circular està decorat amb dotze arcs i una cadena seljúcida. El seu arquitecte, anomenat Vetsik, va fer dedicar-li un Khatxkar, que encara es troba al lloc, equipat amb un pedestal i una cornisa que sobreïx. També hi ha altres khatxkar a l'indret.

### Sourp Haroutioun
L'últim edifici del monestir, la capella funerària de Sourp Haroutioun ('Santa Resurrecció'), és a 120 m a l'oest i data del 1220. Aquesta nau està coronada per un tambor circular i una cúpula. El precedeix un gavit amb volta de canó sostingut per una columna central.